# Goldgrundbild

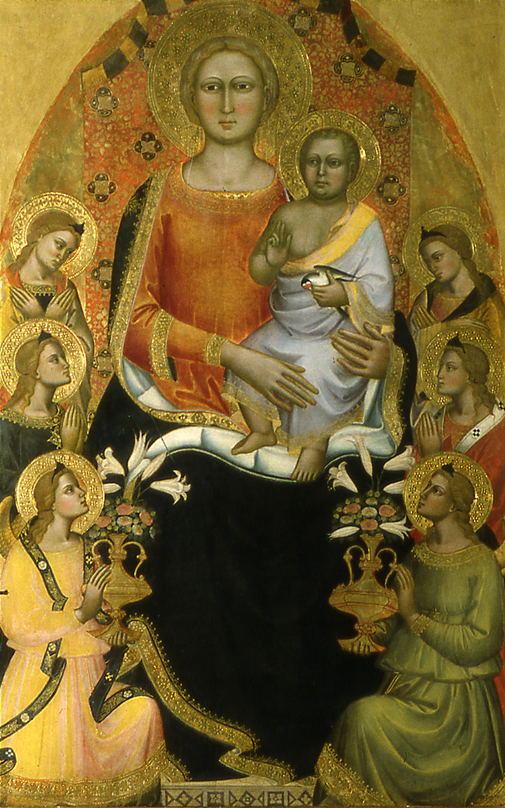
Der gesamte Hintergrund des Gemäldes ist mit feinen Goldblättchen vergoldet (Goldgrundbild), mit Farbe überarbeitet und mit Punzen bereichert. Niccolo di Pietro Gerini, Madonna mit Kind. Herzog Anton Ulrich-Museum, Braunschweig.

Als Goldgrundbilder oder Goldgrundtafeln werden die im Hintergrund großflächig vergoldeten und häufig durch Punzierung, Gravierung und zum Teil auch Bemalung gestalteten mittelalterlichen Tafelbilder bezeichnet. Gold wurde im Mittelalter nicht nur als Farbe gesehen, sondern hatte auch symbolisch-dogmatische Bedeutung.
Vom 13. bis um die Mitte des 15. Jahrhunderts diente die Vergoldung in der europäischen Tafelmalerei als Hintergrund. Sie wurde mit den verschiedensten Mitteln phantasievoll gestaltet und bereichert, indem man sie gravierte, punzierte, und/oder partiell bemalte. Mit der „Entdeckung“ der Perspektive und der Natur für die Malerei verlor der Goldgrund seine Bedeutung und hielt sich nur noch abseits der großen Kunstzentren bis ins 16. Jahrhundert.